# Comuna de Ładzice
Ładzice (polaco: Gmina Ładzice) é uma gminy (comuna) na Polónia, na voivodia de Lodz e no condado de Radomszczański. A sede do condado é a cidade de Ładzice.
De acordo com os censos de 2004, a comuna tem 4972 habitantes, com uma densidade 60,1 hab/km².

## Área
Estende-se por uma área de 82,72 km², incluindo:
- área agricola: 73%
- área florestal: 19%

## Demografia
Dados de 30 de Junho 2004:
|                      | Total   | Total | Mulheres | Mulheres | Homens  | Homens |
| -------------------- | ------- | ----- | -------- | -------- | ------- | ------ |
|                      | pessoas | %     | pessoas  | %        | pessoas | %      |
| População            | 4972    | 100   | 2382     | 47,9     | 2590    | 52,1   |
| Densidade (pop./km²) | 60,1    | 100   | 28,8     | 28,8     | 31,3    | 31,3   |

De acordo com dados de 2002, o rendimento médio per capita ascendia a 1318,25 zł.

## Comunas vizinhas
- Dobryszyce, Kruszyna, Lgota Wielka, Nowa Brzeźnica, Radomsko, Radomsko, Strzelce Wielkie